# Protiraketová obrana Japonska
Protiraketová obrana Japonska je takticko-strategický obranný prostředek proti primární existenci hrozby raketového napadení Japonska, zejména ze strany KLDR.

## Historie americko-japonské spolupráce na japonské protiraketové obraně
Počátky americko-japonské vojenské spolupráce sahají až do období krátce po skončení světové války, kdy se Japonsko rozhodlo vydat na cestu neutrality a svoji ochranu svěřilo 28. dubna 1951 tzv. „Jošidovou doktrínou“, japonsko-americkou bezpečnostní smlouvou do rukou USA.
V průběhu let však došlo ke změně bezpečnostního prostředí ve východní Asii a Japonsko bylo postaveno před rozhodnutí, zda zachovat stávající pacifistickou bezpečnostní politiku, nebo přijmout ve spolupráci se Spojenými státy mnohem asertivnější bezpečnostní politiku.
První náznaky americko-japonské spolupráce na poli protiraketové obrany se začaly objevovat na počátku 80. let, kdy Spojené státy a Japonsko krátce po vyhlášení Strategické obranné iniciativy (SDI – Strategic Defense Initiative) Reaganovou administrativou v roce 1983 zahájily na toto téma rozhovory. Ty však byly spíše symbolické, protože ani jedna ze stran nebyla tyto otázky připravena řešit. Přesto tyto rozhovory v roce 1987 vyvrcholily dohodou, že se Japonsko zapojí do výzkumu v rámci SDI. Ani z této iniciativy nic nevzešlo a skutečná americko-japonská spolupráce v této oblasti začala až na počátku 90. let, kdy byl japonský průmysl zapojen v rámci SDI do Western Pacific Region Architecture Study.
Avšak i v první polovině 90. let byly rozhovory jediným „hmatatelným“ výsledkem americko-japonské vojenské spolupráce, přestože v letech 1993 a 1994 došlo k nárůstu napětí na Korejském poloostrově. Tato eskalace napětí byla vyvolána Korejskou lidově demokratickou republikou, která na počátku roku 1993 pohrozila odstoupením od Mezinárodní dohody o nešíření jaderných zbraní (NPT – Nuclear Non-Proliferation Treaty). Později se dokonce objevila informace, že Severní Korea vyrábí atomovou bombu. Nakonec došlo k vyřešení krize uzavřením rámcové dohody (znění dohody) mezi Spojenými státy a KLDR.
Zlom však nastal v roce 1998, kdy Korejská lidově demokratická republika provedla test balistické střely Taep’o-dong 1, jejíž přelet nad územím Japonska vyvolal v zemi obavy, což vedlo k tomu, že se japonská vláda rozhodla vyrobit a nasadit optické průzkumné satelity a v následujícím roce (1999) podepsala se Spojenými státy Joint Cooperative Research (JCR) , což byla dohoda na pětileté spolupráci na výzkumném programu protiraketové obrany. Výzkum se soustředil především na interceptory budoucí námořní protiraketové obrany, kterými se stala verze SM-3 Block IIA, a na společný výzkum této střely.
Nárůst napětí na Korejském poloostrově v roce 2002, kdy Severní Korea přiznala, že vyvíjí technologie na obohacení uranu, pokouší se vyrobit jaderné zbraně a zvažuje nedodržení moratoria, které jí zakazuje testování střel, nakonec vedl k tomu, že se japonská vláda rozhodla ve spolupráci se Spojenými státy vybudovat protiraketovou obranu. Tento záměr byl ohlášen 19. prosince 2003 (pro více informací). Dohoda na rozsáhlé spolupráci v oblasti protiraketové obrany byla podepsána v prosinci 2004 a zahrnovala v sobě i možnost vzájemné výměny technologií týkajících se této oblasti.

## Bezpečnostní hrozby
Japonská protiraketová obrana vznikla primárně v reakci na snahy Korejské lidově demokratické republiky vyvinout jaderné a balistické zbraně. Avšak hrozba Severní Koreji, přestože asi nejznatelnější, nebyla jediným důvodem japonské snahy posílit svou obranu. Významný vliv na tuto snahu měly například Čínská lidová republika, nebo Ruská federace, přestože ta již v Japonsku nevyvolává takové obavy jako její předchůdce v době studené války.

### Korejská lidově demokratická republika
Vývoj jaderných a balistických střel Severní Koreou je v Japonsku považován za nejzávažnější hrozbu pro japonskou bezpečnost, ale také za závažný faktor vedoucí k destabilizaci bezpečnostního klimatu ve východní Asii.
Podle odhadů vlastnila Severní Korea v roce 2003 asi 100 (150-200)balistických raket středního doletu a přibližně 500 krátkého doletu, které by ve velmi krátké době (za méně než 10 minut by byly schopny zasáhnout Tokio) byly schopny zasáhnout území Japonska. Z tohoto důvodu považovalo Japonsko Severní Koreu za velmi závažnou hrozbu a cítilo potřebu chránit se protiraketovou obranou. A případně ji i modernizovat a vylepšovat, pokud by existovaly obavy, že by nebyla schopna zaměřit a zničit severokorejské střely.
Na druhou stranu však nezávislí analytici zastávají názor, že hrozba ze strany Severní Koreji je značně limitovaná, což je způsobeno především limitovanými zdroji a stárnoucím vybavením, a co se týká jejího jaderného programu, shodují se tito analytici, že bude trvat minimálně ještě několik let, možná desetiletí, než bude schopna vyrobit natolik malé nálože, aby je mohla umístit na balistické střely. Domnívají se také, že japonské obranné systémy jsou se s touto hrozbou schopny vypořádat.
Objevují se proto hlasy, že vojenská hrozba (kritiky japonské protiraketové obrany považována za imaginární) ze strany Severní Koreji je Japonskem spíše využívána jako ospravedlnění modernizace obranných a vojenských kapacit a vyslání průzkumných družic, než aby byla reálnou.

### Čínská lidová republika
Další dlouhodobou bezpečnostní hrozbou pro Japonsko představuje Čínská lidová republika, která je považována za mnohem reálnější hrozbu než Korejská lidově demokratická republika, přestože se proti tomuto označení ostře ohrazuje, považuje označení za „hrozbu“ za zcela neopodstatněné a nezodpovědné a vyjadřuje naději, že Japonsko se bude více snažit zlepšit vzájemnou důvěru a stabilní rozvoj bilaterálních vazeb.
Obavy z Číny však mohou být považovány za opodstatněné. Čína ročně vydává na armádu asi 4,1 % HDP, její rozpočet na obranu je druhý nejvyšší za rozpočtem Spojených států, a od přelomu tisíciletí významně zmodernizovala své jaderné zbraně. I doposud (rok 2013) je součástí čínské jaderné doktríny No-First-Use-Policy, což znamená, že nepoužije jaderné zbraně, aby zaútočila jako první. Zároveň však je možné, že v případě, kdy by byl ohrožen její „základní národní zájem“, mohla by použitím jaderných zbraní vyhrožovat.
Čína má s Japonskem spor o ostrovy Senkaku. Ostrovy jsou okupovány Japonskem a Čína využívá svých rostoucích vojenských kapacit, aby ostrovy získala. Je možné, že v případě vyostření sporu, by Čína mohla začít vyhrožovat užitím jaderných zbraní, protože 2. října 2010 byly ostrovy Senkaku označeny za čínský „základní národní zájem“. Přesto je velmi málo pravděpodobné, i kvůli prohloubení ekonomické interdependence mezi oběma státy, že by v případě vyostření sporu doopravdy došlo ze strany Číny k užití jaderných zbraní.

### Ruská federace
Přestože obavy z ruské hrozby klesají a zcela jistě jsou menší, než byly obavy během studené války ze Sovětského svazu, nelze vyloučit, že i Ruská federace byla jedním z faktorů, které ovlivnily rozhodnutí Japonska vytvořit protiraketovou obranu.
I s Ruskou federací Japonsko má nedořešené územní nároky, v tomto případě se jde o ostrovy Jižní Kurily. U tohoto sporu však nehrozí bezprostřední vyhrocení situace, proto Japonsko nedisponuje dostatečnou vojenskou silou, aby přinutilo Rusko ke zřeknutí se nároků na tyto ostrovy.
Hrozba Ruské federace je v porovnání s bezpečnostní hrozbou Čínské lidové republiky a Korejské lidově demokratické republiky mnohem menší, a proto již Ruská federace není v Japonsku vnímána jako jedna z primárních bezpečnostních hrozeb.

## Podoba
Budování protiraketové obrany začalo v březnu 2007, kdy byl na leteckou základnu Iruma umístěn historicky první japonský interceptor PATRIOT PAC-3. V prosinci téhož roku torpédoborec Kongo úspěšně provedl první letové zkoušky SM-3.
Japonská protiraketová obrana se skládá z několika vrstev – z námořního systému Aegis, z pozemních interceptorů Patriot Advanced Capability-3 a mobilního pozemního X-band radaru, který byl v létě 2006 umístěn na základnu protiletadlových jednotek v Šariki. V roce 2009 bylo také rozhodnuto o modernizaci satelitního systémů zaměřeného na detekci raket. Došlo k tomu kvůli vystřelení severokorejské rakety, která s sebou údajně nesla satelit.

### Námořní systém Aegis
Mezi lety 2007 až 2010 rozmístilo Japonsko v rámci námořního obranného protiraketového systému 36 třístupňových SM-3 (Standard Missile 3) interceptorů na šest torpédoborců (Kongo, Chokai, Myoko, Kirishima, Atago a Ašigara) vybavené systémem Aegis. Tyto rakety mají dolet asi 1000 km a jejich funkcí je zachytit rakety krátkého a středního doletu, které se nacházejí mimo atmosféru.

### Interceptory Patriot Advanced Capability-3
Do roku 2010 bylo v Japonsku rozmístěno 124 těchto pohyblivých pozemních jednotek. Jedná se o raketový systém země-vzduch, který je možné podle situace přemístit. Úkolem tohoto systému je zachytit střely krátkého doletu (hlavně z Korejské lidově demokratické republiky) a zničit je v jejich terminální fázi, což je fáze před dopadem na zem po jejich návratu do atmosféry.
Tento systém je rozmístěn na pěti japonských základnách (základna Shariki a základny v prefekturách Saitama, Shizuoka, Gifu a Fukuoka) a měl by být rozmístěn i kolem Tokia a šesti dalších hlavních osídlených oblastí.

### Mobilní X-band radar
Tento radar byl umístěn v létě 2006 (k jeho plnému zprovoznění došlo v průběhu prosince 2006) na základnu protiletadlových jednotek Shariki na severozápadě ostrova Honšú v provincii Aomori, aby zde detekoval a snímal severokorejské balistické rakety. Radar byl obrácen tak, aby čelil Japonskému moři. K jeho umístění došlo asi týden předtím, než Severní Korea 5. července 2006 odpálila raketu do Japonského moře.
Radar je majetkem americké armády a je obsluhován jejími asi 50 příslušníky. Před jeho umístěním zaznívaly obavy z toho, že se radar stane primárním terčem, a že místní obyvatelé budou vystaveni hrozbě útoku.
Tyto obavy však nebyly jediné. Další se týkaly zejména vlivu záření z radaru na zdraví obyvatel, poškození dobré pověsti zemědělské produkce, vzniku poruch příjmu televizního a rozhlasového signálu, poruch v mobilní telefonní síti a nárůstu kriminality spojené s přítomností amerických vojáků. Přesto však byl odpor v porovnání s odporem proti americkému radaru v České republice minimální. Zmiňované obavy, které ve vztahu k americkému radaru panovaly, se po jeho uvedené do provozu, ukázaly jako zcela bezpředmětné.

## Použitá literatura a zdroje
- BERKOFSKY, Axel. Japanese Security and Defense Policies: Trends, Threat Perceptions and Prospects. Asia Paper. Institute for Security & Development Policy, January 2011. ISBN 978-91-86635-01-5. Dostupné z: http://www.isdp.eu/images/stories/isdp-main-pdf/2011_berkofsky_japanese-security.pdf Archivováno 16. 7. 2020 na Wayback Machine..

- BROOKE, J. Japan's New Military Focus: China and North Korea Threats. New York Times, New York, United States, Dec 11, 2004. ISSN 0362-4331. Dostupné z: http://search.proquest.com/docview/432950466/fulltext?source=fedsrch&accountid=16531.

- GUPTA, Sourabh. Constitution and Shield: Dilemmas, Obstacles and Choices on Japan’s Path to Naval Ballistic Missile Defense. Journal of Public and Internation Affairs [online]. 2003, vol. 14. Dostupné z: http://www.princeton.edu/jpia/past-issues-1/2003/5.pdf.

- HOSODA, Takaši. Umístění amerického protiraketového radaru v Japonsku (I). Mezinárodní politika [online]. 2008, roč. 9, č. 5 [cit. 2012-11-19]. ISSN 0543-7962. Dostupné z: http://www.iir.cz/upload/MP/MPArchive/2008/MP05_08.pdf%5B%5D.

- HOSODA, Takaši. Umístění amerického protiraketového radaru v Japonsku (II). Mezinárodní politika [online]. 2008, roč. 9, č. 6 [cit. 2012-11-19]. ISSN 0543-7962. Dostupné z: http://www.iir.cz/upload/MP/MPArchive/2008/MP06_08.pdf%5B%5D.

- Japan’s BMD, Ministry of Defense, Japan, 2009, [online]. Dostupné z: https://web.archive.org/web/20090521025544/http://www.mod.go.jp/e/d_policy/bmd/bmd2009.pdf.

- Nuclear Posture Review Report, Department of Defense USA, April 2010 [online]. Dostupné z: http://www.defense.gov/npr/docs/2010%20Nuclear%20Posture%20Review%20Report.pdf Archivováno 7. 12. 2014 na Wayback Machine..

- RUBINSTEIN, Gregg A. US-Japan Missile Defense Cooperation: Current Status, Future Prospects. Center for Pacific Asia Studies at Stockholm University, September 5, 2007. Dostupné z: http://www.japanconsidered.com/occasionalpapers/rubinstein%20usja%20bmd%20article%20090507.pdf Archivováno 4. 3. 2016 na Wayback Machine..

- SHOJI, Tomotaka. Japan’s Security Outlook: Security Challenges and the New National Defense Program Guidelines. In:Security Outlook of the Asia-Pacific Countries and Its Implications for the Defense Sector. Tokyo: The National Institute for Defense Studies, 2011, s. 149-161. ISBN 978-4-939034-85-5. Dostupné z: https://web.archive.org/web/20130613051741/http://www.nids.go.jp/english/publication/joint_research/series6/pdf/09.pdf.

- Statement by the Chief Cabinet Secretary, Prime Minister of Japan and His Cabinet, Statements and Announcements by Chief Cabinet Secretary, December 19, 2003. Dostupné z: http://www.kantei.go.jp/foreign/tyokan/2003/1219danwa_e.html.

- TETSUYA, Umemoto. Japan-U.S. Cooperation in Ballistic Missile Defence. US-Japan Track II Meeting on Arms Control, Disarment, Nonproliferation and Verification, Washington, March 27-28, 2002. Dostupné z: https://web.archive.org/web/20110507204756/http://cns.miis.edu/archive/cns/programs/dc/track2/2nd/tet.pdf.

- TOKI, Masako. Missile Defense in Japan. In: Bulletin of the Atomic Scientists [online]. January 16, 2009. Dostupné z: http://www.thebulletin.org/web-edition/features/missile-defense-japan.

- WEITZ, Richard. Global Insights: Japan Doubles Down on U.S. Alliance. World Politics Review [online]. 2011, January 28 [cit. 2012-12-04]. Dostupné z: http://www.worldpoliticsreview.com/articles/9307/global-insights-japan-doubles-down-on-u-s-alliance.